# 李鳳祚
李 鳳祚（イ・ボンジョ、이봉조、Lee Bong Jo、1932年5月1日 - 1987年8月31日）は、大韓民国の作曲家、サクソフォーン奏者。慶尚南道南海郡出身。
1970年に開催された東京国際歌謡音楽祭(第2回より世界歌謡祭と改称)で鄭薫姫の曲『霧の街』の作詞を務め入賞を果たした。1988年のソウルオリンピックでは組織委員会の公演部門の顧問を務めた。